# Michael Madigan
Pour les articles homonymes, voir Madigan.
Michael J. Madigan, né le 19 avril 1942 à Chicago, est un homme politique américain, membre du parti démocrate et Speaker de la Chambre des représentants de l'Illinois de 1997 à 2021.

## Enfance et études
Madigan est né à Chicago dans l'Illinois, où il a vécu la plupart de sa vie. Il fait ses études secondaires dans un établissement catholique (Ignatius College Preparatory School), situé dans l'ouest de Chicago. Il étudie à l'université Notre-Dame dans l'Indiana et sort diplômé de la faculté de droit de Chicago (Loyola University).

## Carrière professionnelle
Michael Madigan est le fondateur d'un cabinet de droit, Madigan & Getzendanner, dans lequel il exerce encore actuellement.

## Carrière politique

### Représentant et ensuite Speaker
Depuis le 13 janvier 1971, Madigan est le Représentant du 22e district de l'Illinois à la chambre, qui comprend principalement le sud-ouest de Chicago. Michael Madigan est depuis 1982, le speaker de la Chambre des Représentants de l'Illinois, à l'exception de la période 1995-1997 où les Républicains prennent brièvement le contrôle de la chambre. En 1996, quand les Républicains perdent la majorité, Madigan redevient speaker.
Il a été en mauvais rapports avec d'autres dirigeants du Parti démocrate depuis 2002, quand les Démocrates ont pris le contrôle de toutes les branches du gouvernement d'État, les plus notables accrochages de Madigan sont avec le Gouverneur Blagojevich et le Président de Sénat de l'Illinois Emil Jones (en). Malgré tout, Madigan pouvait compter sur Gary Hannig (en), spécialiste des questions budgétaires.
Le Chicago Sun-Times le classe comme l'un des dix meilleurs législateurs de l'État de l'Illinois.

### Tensions avec le gouverneur Blagojevich
Le conservateur fiscal Madigan et le dépensier Blagojevich se sont heurtés sur les propositions de Blagojevich d'accroître sensiblement les dépenses de l'État. Blagojevich a imputé la crise budgétaire de 2007 en Illinois à Madigan.

### Président du parti démocrate de l'Illinois
En 1998, Madigan succède à Gary LaPaille (en) au poste de directeur du parti démocrate de l'Illinois. Sa position lui permet d'être super délégué aux conventions démocrates. En 2008 à la Convention de Denver, il apporte son soutien au Sénateur junior de l'Illinois de l'époque Barack Obama. Il démissionne de son poste le 22 février et est remplacé à titre intérimaire par Karen Yarbrough (en) jusqu'au 3 mars 2021, avant que Robin Kelly ne soit élue.

## Vie privée
Michael est marié à Shirley Madigan. Leur fille Lisa, est procureure générale de l'Illinois entre 2003 et 2019.